# NGC 1241
NGC 1241 is een balkspiraalstelsel in het sterrenbeeld Eridanus. Het hemelobject ligt 171 miljoen lichtjaar (52,3 × 106 parsec) van de Aarde verwijderd en werd op 10 januari 1785 ontdekt door de Duits-Britse astronoom William Herschel.

## Synoniemen
- GC 654
- IRAS 03088-0906
- Arp 304
- H 2.286
- h 289/2510
- MCG -02-09-11
- PGC 11887
- VV 334